# Chiesa di San Marco al Pozzo
La chiesa di San Marco al Pozzo è una piccola chiesa rurale situata in località Pozzo di Valgatara presso il centro abitato di Marano di Valpolicella.
Precedentemente dedicata a santo Stefano, è attestata nel XIII secolo, ma forse risale al secolo precedente. Conserva l'originario aspetto romanico, nonostante i rimaneggiamenti del XVII e XVIII secolo. L'ingresso è rettangolare, in pietra della Lessinia. L'interno è a navata unica, arricchita da una cappella cinquecentesca e decorata da affreschi trecenteschi su tutte le pareti interne. Su una delle pareti è inserita un'epigrafe romana con voto a Giove, forse proveniente da un luogo di culto della zona. La chiesa contiene una pala d'altare del fiammingo Michel Meeves del 1550 circa.